# 武村展英
武村 展英（たけむら のぶひで、1972年1月21日 - ）は、日本の政治家、自由民主党所属の衆議院議員（5期）、公認会計士。
農林水産副大臣、自民党滋賀県連会長、内閣府大臣政務官を歴任した。

## 経歴
滋賀県草津市生まれ。草津市立草津第二小学校、草津市立草津中学校、大谷高等学校を経て、1995年（平成7年）、慶應義塾大学商学部商学科（計量経済学専攻）、学士（商学）を取得。同年、国家公務員採用I種（経済職）合格。1994年（平成6年）から2000年（平成12年）まで、石崎岳自由民主党衆議院議員の政策担当秘書を務める。
2003年（平成15年）、公認会計士試験第二次試験に合格し、新日本有限責任監査法人入所。2010年（平成22年）、公認会計士武村展英事務所所長。
同年7月の第22回参議院議員通常選挙で滋賀県選挙区に自由民主党から出馬。民主党現職の林久美子に106,798票差で敗れ、落選。その後、衆議院に転じ、2012年（平成24年）12月の第46回衆議院議員総選挙で滋賀3区に出馬。民主党現職の三日月大造を4,571票差で破り、初当選。このとき一方の三日月は比例復活。
2014年（平成26年）12月の第47回衆議院議員総選挙で再選。2017年（平成29年）10月の第48回衆議院議員総選挙で3選。
2016年（平成28年）8月5日、第3次安倍第2次改造内閣で内閣府大臣政務官に就任。金融庁、経済再生、経済財政諮問会議、未来投資会議、政府税調、健康・医療戦略、TPP、PFI、個人情報保護、市民活動の促進などを担当した。
2019年（令和元年）8月18日、自由民主党滋賀県連会長に就任。
2021年（令和3年）2月18日、自由民主党副幹事長に就任。
2021年10月31日の第49回衆議院議員総選挙では野党候補が乱立する中、過半数の票を獲得し4選。
2022年2月15日、県連事務局長による政治費不正流用を受け、自由民主党滋賀県連会長を辞任（詳細は「不祥事」の節を参照）
2023年（令和5年）9月15日、第2次岸田第2次改造内閣で農林水産副大臣に就任。
2024年（令和6年）10月27日の第50回衆議院議員総選挙で5選。

## 政策・主張
- 憲法改正に賛成[9][10]。
- 集団的自衛権の行使を禁じた政府の憲法解釈を見直すことに賛成[9]。
- 日本の核武装について検討すべきでないとしている[9]。
- 治安の維持を理由に国民の権利を制約することについて、「どちらかと言えば賛成」[10][11]。
- 特定秘密保護法に賛成[10]。
- 原子力規制委員会の新基準を満たした原発は再開すべきとしている[9]。
- 女性宮家の創設に反対[9]。
- 日本のTPP参加に反対[9]。
- 選択的夫婦別姓制度の導入に反対[12]。夫婦別姓の法制化にも反対[11]。
- 女性の地位向上のための制度づくりに関して、「どちらとも言えない」と回答[10]。
- 同性婚の法制化に反対[11]。
- 受動喫煙防止を目的に飲食店などの建物内を原則禁煙とする健康増進法改正案に「反対」[13]。
- カジノ解禁に関して、2014年には「どちらかと言えば賛成」[10]、2017年には「反対」[13]と回答。
- 外国人労働者の受け入れ促進について、2014年は「どちらかと言えば反対」としていた[10]が、2021年には「どちらかと言えば賛成」と回答[14]。

## 人物

### 統一教会との関係
- 2015年（平成27年）と2019年（令和元年）、世界平和統一家庭連合（旧統一教会）の関連組織「日韓トンネル推進滋賀県会議」に出席[15]。
- 2017年（平成29年）11月21日、統一教会が韓鶴子総裁を主賓に迎えて、1万人集会「孝情ファミリーフェスティバル in OSAKA」を大阪府立門真スポーツセンターで開催。武村は集会に秘書を代理出席させた[16]。
- 2022年（令和4年）8月10日、中日新聞社が中部6県の全73人の衆参国会議員を対象に実施したアンケートを公表。全体の4人に1人が統一教会と何らかの関わりを持っていたことが明らかとなった[17]。武村ら10人の同党議員はアンケートに答えることを拒否した[17]。
- 2022年（令和4年）7月から8月にかけて、共同通信社は、全国会議員712人を対象に、統一教会との関わりを尋ねるアンケートを実施。8月31日に各議員の回答の全文を公表した。岸田文雄首相は8月8日の自民党臨時役員会で、統一教会をめぐり「政治家の責任で関係をそれぞれ点検し、適正に見直してもらいたい」と述べ、党所属国会議員全員に通達するよう指示[18]しながらも、自身はアンケートに答えることを拒否した[注 1]。武村もアンケートに答えることを拒否した[23][24]。

### その他
- 日本政策金融公庫の農業経営アドバイザー、宅地建物取引士などの資格を持つ[25]。
- 目標の政治家は元内閣総理大臣の小泉純一郎としている[25]。しかし、小泉が唱える脱原発には反対の姿勢を示している[26]。

## 不祥事

### 公設秘書による迷惑防止条例違反
2021年（令和3年）3月2日、武村の公設秘書で元千葉県議会議員の花崎広毅が、2020年（令和2年）11月下旬に大阪市中央区にある商業施設のエレベーター内で携帯電話を女性のスカートの下に差し向けたとして、大阪府迷惑防止条例違反の疑いで逮捕された。押収したスマートフォンからは、そのほかにも盗撮した複数の動画が見つかった。同年6月9日、花崎は条例違反の罪で略式起訴され、罰金40万円の略式命令を受けた。

### 県連事務局長による強制性交および政治費不正流用
同年8月3日、武村が会長を務める自民党滋賀県連の事務局長のKが強制性交や窃盗などの疑いで逮捕された。逮捕容疑は以下のとおり。同年2月3日夜、Kは2人の女性と援助交際の約束をして会っていたが、金銭授受を巡ってトラブルになった。京都市伏見区の飲食店の駐車場で、そのうち専門学校生の18歳の女性を乗用車に連れ込み、車内に監禁。財布から現金約2万5千円を盗んだ。さらにKは滋賀県草津市の駐車場に車を移動させ、車内で女性を性的暴行したとされる。
またKは、2015年から2021年までのあいだに、自民党県議団の政務活動費が振り込まれている口座から毎月数回ずつ不正に金を引き出し、計約3600万円を私的に不正流用していた。K本人は生活費やギャンブルに使ったと説明している。県連会長を務めていた武村は、政務活動費などの不正流用の責任をとり、県連会長を辞任した。辞任に際して武村は、「会長、幹事長の管理責任は大きい」と陳謝した。

## 所属団体・議員連盟
- 自民党たばこ議員連盟[37]
- 日本会議国会議員懇談会[38]
- 神道政治連盟国会議員懇談会[38]
- みんなで靖国神社に参拝する国会議員の会[38]

## 選挙歴
| 当落 | 選挙                     | 執行日         | 年齢 | 選挙区       | 政党       | 得票数    | 得票率 | 定数 | 得票順位 /候補者数 | 政党内比例順位 /政党当選者数 |
| ---- | ------------------------ | -------------- | ---- | ------------ | ---------- | --------- | ------ | ---- | ------------------ | ---------------------------- |
| 落   | 第22回参議院議員通常選挙 | 2010年07月11日 | 38   | 滋賀県選挙区 | 自由民主党 | 21万958票 | 48.63% | 1    | 2/4                | /                            |
| 当   | 第46回衆議院議員総選挙   | 2012年12月16日 | 40   | 滋賀県第3区  | 自由民主党 | 5万7828票 | 34.76% | 1    | 1/4                | /                            |
| 当   | 第47回衆議院議員総選挙   | 2014年12月14日 | 42   | 滋賀県第3区  | 自由民主党 | 7万789票  | 53.83% | 1    | 1/3                | /                            |
| 当   | 第48回衆議院議員総選挙   | 2017年10月22日 | 45   | 滋賀県第3区  | 自由民主党 | 7万8724票 | 55.34% | 1    | 1/3                | /                            |
| 当   | 第49回衆議院議員総選挙   | 2021年10月31日 | 49   | 滋賀県第3区  | 自由民主党 | 8万1888票 | 52.79% | 1    | 1/4                | /                            |
| 当   | 第50回衆議院議員総選挙   | 2024年10月27日 | 52   | 滋賀県第3区  | 自由民主党 | 9万5874票 | 45.05% | 1    | 1/4                | /                            |